# 兰迪奥纳
兰迪奥纳（義大利語：Landiona），是意大利诺瓦拉省的一个市镇。总面积7平方公里，人口605人，人口密度86.4人/平方公里（2009年）。ISTAT代码为003083。